# Bail Organa
Bail Prestor Organa is een personage uit de negendelige Star Wars-saga. Organa wordt gespeeld door acteur Jimmy Smits in Star Wars Episode II, III, Obi-Wan Kenobi en Rogue One. Bail Organa is de adoptievader van Prinses Leia Organa en een senator voor de planeet Alderaan. Hij is ook afgevaardigde in de Galactische Senaat en daarmee een senator van de Galactische Republiek. Verder is hij een vriend van de Jedi Orde en had contacten met zowel Yoda als Obi-Wan Kenobi.

## Episode II: Attack of the Clones
Bail Prestor Organa was in de laatste jaren van de Galactische Republiek de senator van de planeet Alderaan. Hij volgde senator Bail Antilles op. Bail was bevriend met senators als Mon Mothma, Fang Zar en Padmé Amidala. Organa was een fervent tegenstander van de Military Creation Act (Militaire Creatiewet), waardoor de Republiek zelf een leger op de been zou kunnen brengen om de dreiging van de separatisten tegen te gaan. Teleurgesteld moest hij echter toezien hoe de Kloonoorlogen begonnen doordat Kanselier Palpatine bijzondere bevoegdheden kreeg en daarmee het pas ontdekte leger Clone Troopers kon inzetten tegen Graaf Dooku's droidleger. Dooku bedreigde de Republiek namelijk door de oorlog te verklaren.

## Episode III: Revenge of the Sith
Hij zag ook hoe Supreme Chancellor Palpatine almaar meer macht naar zich toe begon te trekken naarmate de Kloonoorlogen vorderden. Samen met een aantal senators vormde hij en Mon Mothma de Delegation of 2000. Deze organisatie zou de basis vormen voor de latere Rebellenalliantie Toen Darth Sidious Bevel 66 gaf, wist Bail Organa hoe laat het was. Hij was getuige van de vernietiging en bezetting van de Jedi Tempel en kwam vervolgens Meester Yoda en Obi-Wan Kenobi te hulp, die werden aangevallen door hun eigen Clone Troopers.
Nadat het Galactische Keizerrijk officieel door Palpatine was uitgeroepen redde Senator Organa Meester Yoda en ontsnapten ze naar het Polis Massa Asteroïdenveld. Daar schonk Senator Amidala het leven aan een tweeling. Deze kinderen - Luke & Leia - moesten in alle veiligheid opgroeien omdat ze de enige hoop waren om de vrede in het heelal te herstellen. Bail en zijn echtgenote, Koningin Breha, wilden altijd al een meisje adopteren en zo werd Leia de pleegdochter van Bail Organa.

## Obi-Wan Kenobi
Bail Organa verschijnt in de televisieserie Obi-Wan Kenobi op de streamingdienst Disney+. Hierin wordt Leia Organa ontvoerd door de inquisiteurs om Obi-Wan Kenobi in de val te lokken.

## Episode IV: A New Hope
De Organa's waren de beste pleegouders die Leia kon bedenken. Alhoewel Alderaan een voorbeeld van vrede was, bleven Bail en later ook Leia, betrokken bij de Rebel Alliance. Tijdens Leia's missie waarbij ze Bails oude vriend Obi-Wan Kenobi moest vragen om zich aan te sluiten bij de Rebellen, ontving haar schip (en Bails vroegere schip), de Tantive IV, de plannen van de Death Star. Alvorens ze werd gevangengenomen, kon Leia de plannen meesturen met de astromechdroid R2-D2. De protocoldroid C-3PO ging met zijn maatje mee.
Bail Organa stierf toen Grootmoff Tarkin Alderaan opblies met de Death Star. Tot aan zijn dood bleef Bail Organa een aanhanger van de idealen van de Galactische Republiek.

## Expanded Universe
- Bail Organa is een belangrijk personage in de serie Star Wars: The Clone Wars. Hier is het een andere acteur die zijn stem inspreekt. Episodes met Bail Organa zijn vaak samen met Senator Padmé Amidala, Mon Mothma en Kanselier Palpatine (de meer politiek gerichte episodes). Star Wars: The Clone Wars speelt zich af tussen Episode II en Episode III.
- Bail Organa speelt ook een rol in het verhaal van het computerspel Star Wars: The Force Unleashed. Het verhaal speelt zich af tussen Episode III en Episode IV.

## Stamboom Skywalkerfamilie
Stamboom van de familie Skywalker in de officiële filmreeks:
| Cliegg Lars    | Cliegg Lars    | Cliegg Lars    | Cliegg Lars    | Cliegg Lars    | Cliegg Lars    |  |  | Shmi Skywalker   | Shmi Skywalker   | Shmi Skywalker   | Shmi Skywalker   | Shmi Skywalker   | Shmi Skywalker   |          |          |               |               |               |               |               |               |             |             |             |             |             |             |             |             |  |  |  |  |  |  |  |  |
| Cliegg Lars    | Cliegg Lars    | Cliegg Lars    | Cliegg Lars    | Cliegg Lars    | Cliegg Lars    |  |  | Shmi Skywalker   | Shmi Skywalker   | Shmi Skywalker   | Shmi Skywalker   | Shmi Skywalker   | Shmi Skywalker   |          |          |               |               |               |               |               |               |             |             |             |             |             |             |             |             |  |  |  |  |  |  |  |  |
|                |                |                |                |                |                |  |  |                  |                  |                  |                  |                  |                  |          |          |               |               |               |               |               |               |             |             |             |             |             |             |             |             |  |  |  |  |  |  |  |  |
| Owen Lars      | Owen Lars      | Owen Lars      | Owen Lars      | Owen Lars      | Owen Lars      |  |  | Anakin Skywalker | Anakin Skywalker | Anakin Skywalker | Anakin Skywalker | Anakin Skywalker | Anakin Skywalker |          |          | Padmé Amidala | Padmé Amidala | Padmé Amidala | Padmé Amidala | Padmé Amidala | Padmé Amidala |             |             | Bail Organa | Bail Organa | Bail Organa | Bail Organa | Bail Organa | Bail Organa |  |  |  |  |  |  |  |  |
| Owen Lars      | Owen Lars      | Owen Lars      | Owen Lars      | Owen Lars      | Owen Lars      |  |  | Anakin Skywalker | Anakin Skywalker | Anakin Skywalker | Anakin Skywalker | Anakin Skywalker | Anakin Skywalker |          |          | Padmé Amidala | Padmé Amidala | Padmé Amidala | Padmé Amidala | Padmé Amidala | Padmé Amidala |             |             | Bail Organa | Bail Organa | Bail Organa | Bail Organa | Bail Organa | Bail Organa |  |  |  |  |  |  |  |  |
|                |                |                |                |                |                |  |  |                  |                  |                  |                  |                  |                  |          |          |               |               |               |               |               |               |             |             |             |             |             |             |             |             |  |  |  |  |  |  |  |  |
|                |                |                |                |                |                |  |  |                  |                  |                  |                  |                  |                  |          |          |               |               |               |               |               |               |             |             |             |             |             |             |             |             |  |  |  |  |  |  |  |  |
| Luke Skywalker | Luke Skywalker | Luke Skywalker | Luke Skywalker | Luke Skywalker | Luke Skywalker |  |  |                  |                  |                  |                  |                  |                  | Han Solo | Han Solo | Han Solo      | Han Solo      | Han Solo      | Han Solo      |               |               | Leia Organa | Leia Organa | Leia Organa | Leia Organa | Leia Organa | Leia Organa |             |             |  |  |  |  |  |  |  |  |
| Luke Skywalker | Luke Skywalker | Luke Skywalker | Luke Skywalker | Luke Skywalker | Luke Skywalker |  |  |                  |                  |                  |                  |                  |                  | Han Solo | Han Solo | Han Solo      | Han Solo      | Han Solo      | Han Solo      |               |               | Leia Organa | Leia Organa | Leia Organa | Leia Organa | Leia Organa | Leia Organa |             |             |  |  |  |  |  |  |  |  |
|                |                |                |                |                |                |  |  |                  |                  |                  |                  |                  |                  |          |          |               |               |               |               |               |               |             |             |             |             |             |             |             |             |  |  |  |  |  |  |  |  |
|                |                |                |                |                |                |  |  |                  |                  |                  |                  |                  |                  |          |          |               |               | Ben Solo      |               |               |               |             |             |             |             |             |             |             |             |  |  |  |  |  |  |  |  |

Stamboom van de familie Skywalker volgens de Expanded Universe:
| Cliegg Lars    | Cliegg Lars    | Cliegg Lars    | Cliegg Lars    | Cliegg Lars    | Cliegg Lars    |               |               | Shmi Skywalker   | Shmi Skywalker   | Shmi Skywalker   | Shmi Skywalker   | Shmi Skywalker   | Shmi Skywalker   |            |            |               |               |               |               |               |               |            |            |             |             |             |             |             |             |          |          |          |          |  |  |             |             |             |             |             |             |
| Cliegg Lars    | Cliegg Lars    | Cliegg Lars    | Cliegg Lars    | Cliegg Lars    | Cliegg Lars    |               |               | Shmi Skywalker   | Shmi Skywalker   | Shmi Skywalker   | Shmi Skywalker   | Shmi Skywalker   | Shmi Skywalker   |            |            |               |               |               |               |               |               |            |            |             |             |             |             |             |             |          |          |          |          |  |  |             |             |             |             |             |             |
|                |                |                |                |                |                |               |               |                  |                  |                  |                  |                  |                  |            |            |               |               |               |               |               |               |            |            |             |             |             |             |             |             |          |          |          |          |  |  |             |             |             |             |             |             |
| Owen Lars      | Owen Lars      | Owen Lars      | Owen Lars      | Owen Lars      | Owen Lars      |               |               | Anakin Skywalker | Anakin Skywalker | Anakin Skywalker | Anakin Skywalker | Anakin Skywalker | Anakin Skywalker |            |            | Padmé Amidala | Padmé Amidala | Padmé Amidala | Padmé Amidala | Padmé Amidala | Padmé Amidala |            |            | Bail Organa | Bail Organa | Bail Organa | Bail Organa | Bail Organa | Bail Organa |          |          |          |          |  |  |             |             |             |             |             |             |
| Owen Lars      | Owen Lars      | Owen Lars      | Owen Lars      | Owen Lars      | Owen Lars      |               |               | Anakin Skywalker | Anakin Skywalker | Anakin Skywalker | Anakin Skywalker | Anakin Skywalker | Anakin Skywalker |            |            | Padmé Amidala | Padmé Amidala | Padmé Amidala | Padmé Amidala | Padmé Amidala | Padmé Amidala |            |            | Bail Organa | Bail Organa | Bail Organa | Bail Organa | Bail Organa | Bail Organa |          |          |          |          |  |  |             |             |             |             |             |             |
|                |                |                |                |                |                |               |               |                  |                  |                  |                  |                  |                  |            |            |               |               |               |               |               |               |            |            |             |             |             |             |             |             |          |          |          |          |  |  |             |             |             |             |             |             |
|                |                |                |                |                |                |               |               |                  |                  |                  |                  |                  |                  |            |            |               |               |               |               |               |               |            |            |             |             |             |             |             |             |          |          |          |          |  |  |             |             |             |             |             |             |
| Luke Skywalker | Luke Skywalker | Luke Skywalker | Luke Skywalker | Luke Skywalker | Luke Skywalker |               |               | Mara Jade        | Mara Jade        | Mara Jade        | Mara Jade        | Mara Jade        | Mara Jade        |            |            | Han Solo      | Han Solo      | Han Solo      | Han Solo      | Han Solo      | Han Solo      |            |            | Leia Organa | Leia Organa | Leia Organa | Leia Organa | Leia Organa | Leia Organa |          |          |          |          |  |  |             |             |             |             |             |             |
| Luke Skywalker | Luke Skywalker | Luke Skywalker | Luke Skywalker | Luke Skywalker | Luke Skywalker |               |               | Mara Jade        | Mara Jade        | Mara Jade        | Mara Jade        | Mara Jade        | Mara Jade        |            |            | Han Solo      | Han Solo      | Han Solo      | Han Solo      | Han Solo      | Han Solo      |            |            | Leia Organa | Leia Organa | Leia Organa | Leia Organa | Leia Organa | Leia Organa |          |          |          |          |  |  |             |             |             |             |             |             |
|                |                |                |                |                |                |               |               |                  |                  |                  |                  |                  |                  |            |            |               |               |               |               |               |               |            |            |             |             |             |             |             |             |          |          |          |          |  |  |             |             |             |             |             |             |
|                |                |                |                |                |                |               |               |                  |                  |                  |                  |                  |                  |            |            |               |               |               |               |               |               |            |            |             |             |             |             |             |             |          |          |          |          |  |  |             |             |             |             |             |             |
|                |                |                |                | Ben Skywalker  | Ben Skywalker  | Ben Skywalker | Ben Skywalker | Ben Skywalker    | Ben Skywalker    |                  |                  | Jaina Solo       | Jaina Solo       | Jaina Solo | Jaina Solo | Jaina Solo    | Jaina Solo    |               |               | Jacen Solo    | Jacen Solo    | Jacen Solo | Jacen Solo | Jacen Solo  | Jacen Solo  |             |             | Tenel Ka    | Tenel Ka    | Tenel Ka | Tenel Ka | Tenel Ka | Tenel Ka |  |  | Anakin Solo | Anakin Solo | Anakin Solo | Anakin Solo | Anakin Solo | Anakin Solo |
|                |                |                |                | Ben Skywalker  | Ben Skywalker  | Ben Skywalker | Ben Skywalker | Ben Skywalker    | Ben Skywalker    |                  |                  | Jaina Solo       | Jaina Solo       | Jaina Solo | Jaina Solo | Jaina Solo    | Jaina Solo    |               |               | Jacen Solo    | Jacen Solo    | Jacen Solo | Jacen Solo | Jacen Solo  | Jacen Solo  |             |             | Tenel Ka    | Tenel Ka    | Tenel Ka | Tenel Ka | Tenel Ka | Tenel Ka |  |  | Anakin Solo | Anakin Solo | Anakin Solo | Anakin Solo | Anakin Solo | Anakin Solo |
|                |                |                |                |                |                |               |               |                  |                  |                  |                  |                  |                  |            |            |               |               |               |               |               |               |            |            |             |             |             |             |             |             |          |          |          |          |  |  |             |             |             |             |             |             |
|                |                |                |                |                |                |               |               |                  |                  |                  |                  |                  |                  |            |            |               |               |               |               |               |               |            |            | Allana Solo |             |             |             |             |             |          |          |          |          |  |  |             |             |             |             |             |             |